# 奸人本色
《奸人本色》，導演潘文杰於1988年的作品。

## 故事大綱
奸商梁標（董驃 飾）利用蚊型樓宇謀利。余南/小雲父親（陳有后 飾）因用了半生血汗錢買了一所不能容身的蚊形樓而鬱鬱而終，臨死前要女兒找奸人家族為自己報仇。

## 演員
- 董驃
- 梁愛
- 許冠英
- 鄧碧雲
- 劉玉婷
- 姜中平
- 劉兆銘
- 盧海鵬
- 陳有后
- 米奇
- 余慕蓮
- 關愛麗
- 葉正薇
- 楊又祥
- 馮敬文
- 何柏光
- 張澍棠
- 容守儀
- 陳劍雲
- 梁克遜
- 黃天鐸
- 凌禮文
- 錢麗儀

## 外部連結
- 香港影庫上《奸人本色》的資料（繁體中文）
- 開眼電影網上《暫時停止騙人》的資料（繁體中文）
- 豆瓣电影上《奸人本色》的資料 （简体中文）
- 时光网上《奸人本色》的資料（简体中文）
- 互联网电影数据库（IMDb）上《奸人本色》的资料（英文）